# Jurky
Jurky (ukr. Юрки) – wieś na Ukrainie, w obwodzie połtawskim, w rejonie krzemieńczuckim, w hromadzie Kozelszczyna. W 2001 liczyła 239 mieszkańców, spośród których 231 wskazało jako ojczysty język ukraiński, 7 rosyjski, a 1 białoruski.

## Urodzeni
- Wiktor Protopopow
- Andrij Hołowko (pisarz)